# Janka Guzová
Janka Guzová, coniugata Becková (Žakarovce, 4 aprile 1917 – New York, 20 febbraio 1993), è stata una cantante di canzoni popolari slovacca.

## Biografia
Nacque nella famiglia di un povero minatore e ricevette la sua istruzione a Levoča e a Spišská Nová Ves. Dopo la maturità lavorò come insegnante alle scuole d'arte di Kluknava, Drienov, Krásna nad Hornádom e Košice.
In questo periodo inizia a raccogliere canzoni popolari del repertorio tradizionale. In seguito, come impiegata della radio, proseguì in quest'attività e riuscì a raccogliere più di 900 brani popolari, tipici della cultura tradizionale dello Spiš, dello Šariš e dello Zemplín.
La prima esibizione pubblica come cantante avvenne nel 1942, quando cantò dal vivo per la radio di Prešov. Le sue esibizioni dal vivo proseguirono fino al 1948. Dal 1949 fu redattrice e cantante alla radio di Bratislava.
Negli anni 1950 le fu proibito di esibirsi in pubblico e 150 canzoni della sua raccolta furono cancellate. Il divieto fu in vigore fino al  1962. Nel 1969 emigrò negli Stati Uniti d'America con il marito, già decano della facoltà di farmacia dell'Università Comenio, e la figlia. Fu in America che visse gli ultimi 24 anni della sua vita, ottenendo la cittadinanza statunitense.
Morì a New York dopo una malattia che l'aveva resa invalida, ma fu sepolta in patria, al Cimitero nazionale di Martin.

## Attività
Raccolse più di 900 canzoni popolari, di cui quasi 150 furono pubblicate nei canzonari Spevy nášho ľudu ("Le canzoni della nostra gente") e "Janka Guzová spieva" ("Canta Janka Guzová"). Si esibì in più di 1600 concerti. Nel 1997 fu pubblicato un suo libro di memorie Piesňou otvárala srdcia ("Aprì i cuori con la canzone").

## Riconoscimenti
- 1986 – Premio del cuore slovacco - riconoscimento della Lega Slovacca Canadese
- In suo onore si tiene un concorso per giovani interpreti delle sue canzoni (premio Janka Guzová)
- Nel suo paese natale si svolge un festival nella "giornata di Janka Guzová"[3]